# Lithocarpus turbinatus
Lithocarpus turbinatus är en bokväxtart som först beskrevs av Otto Stapf, och fick sitt nu gällande namn av Lewis Leonard Forman. Lithocarpus turbinatus ingår i släktet Lithocarpus och familjen bokväxter. Inga underarter finns listade.